# Российская телевизионная и радиовещательная сеть
«Российская телевизионная и радиовещательная сеть» (РТРС) — российская государственная компания, оператор эфирной теле- и радиопередающей сети страны. Полное наименование — федеральное государственное унитарное предприятие «Российская телевизионная и радиовещательная сеть». Штаб-квартира располагается в Москве.
«Российская телевизионная и радиовещательная сеть» основана Указом Президента РФ № 1031 от 13 августа 2001 года. РТРС входит в перечень стратегических предприятий России.
РТРС обеспечивает 98,6% жителей России 20-ю обязательными общедоступными телеканалами и тремя радиовещательными каналами в стандарте DVB-T2, входящими в состав первого и второго мультиплексов цифрового эфирного телевидения, способствует развитию мобильной связи. Цифровая телесеть РТРС — крупнейшая в мире. Она состоит из 5051 передающей станции. Почти 75% передающих станций были построены с нуля в соответствии с федеральной целевой программой (ФЦП) «Развитие телерадиовещания в Российской Федерации на 2009—2018 годы».
РТРС — полноправный член консорциума DVB Project и Европейского вещательного союза (ЕВС).
Генеральный директор — Андрей Романченко.

## Сеть вещания

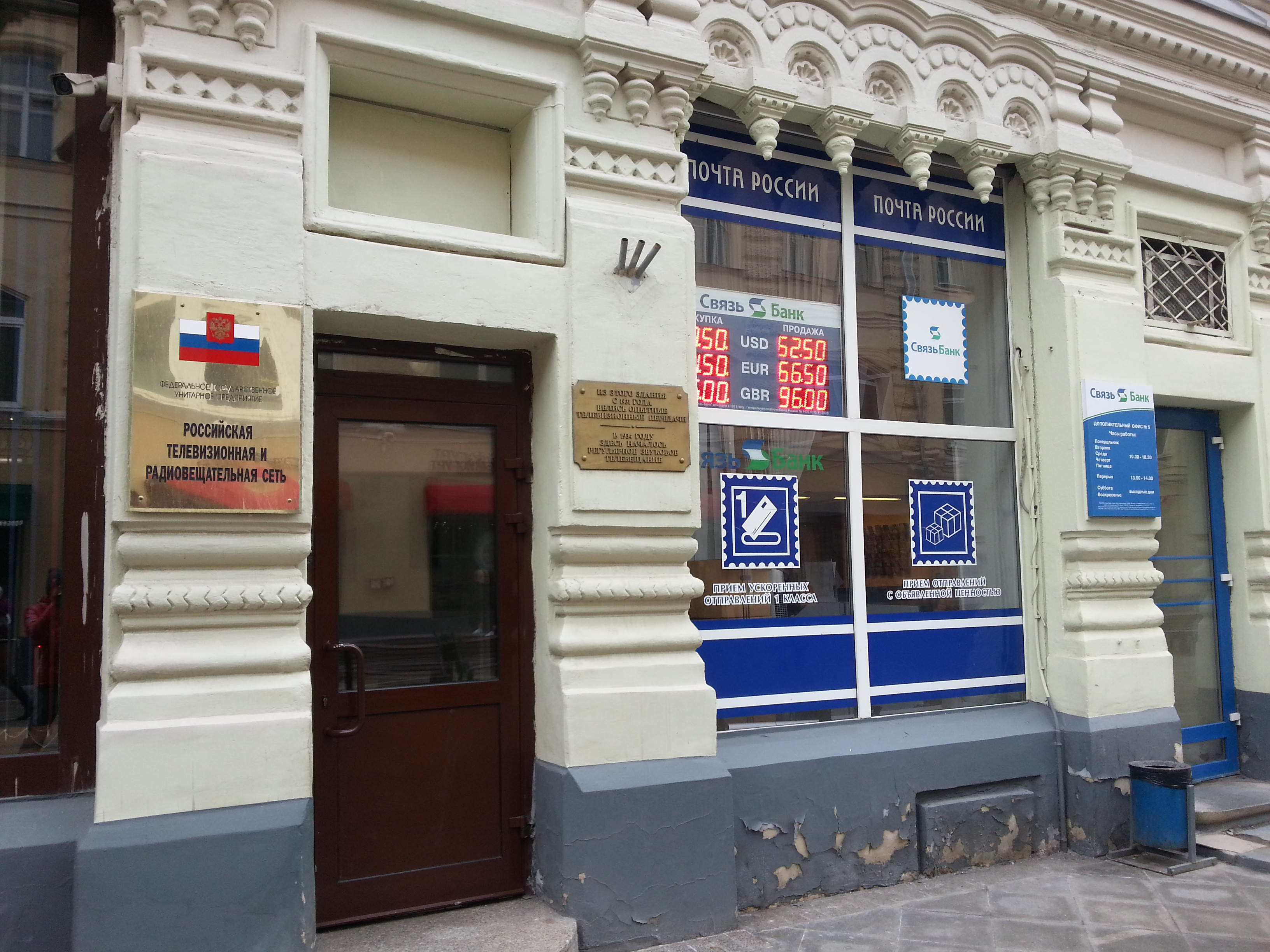
Здание РТРС на Никольской улице. Из этого же здания в 1931 году начались первые опытные телевизионные передачи

Эфирное наземное телерадиовещание в регионах России обеспечивают 78 региональных, республиканских, краевых и областных радиотелевизионных передающих центров — филиалов РТРС. В сети вещания РТРС действуют 10080 цифровых телевизионных передающих устройств и более 2700 радиопередатчиков.
Сеть насчитывает 5040 антенно-мачтовых сооружений, задействованных для вещания в цифровом формате (данные по другим опорам не приводятся). Высота более 700 мачт и башен превышает стометровую отметку. На балансе РТРС находятся в том числе 180-метровые башни, построенные по типовому проекту 3803 KM.
Самые известные российские телебашни, входящие в сеть РТРС: Останкинская телебашня, Радиобашня Шухова, Санкт-Петербургская телебашня и Новороссийская телебашня.
По состоянию на 2022 год, недвижимость РТРС, который считался самым мощным радиопередающим комплексом в мире, распродается в соответствии с постановлением Росимущества. В частности, в Тосненском районе Ленинградской области под застройку будет отдано 753 га земли.

## Деятельность

### Цифровое телевидение
С 2010 года в соответствии с федеральной целевой программой «Развитие телерадиовещания в Российской Федерации на 2009—2018 годы» РТРС начал в России строительство сети цифрового эфирного телевидения. В декабре 2018 года было завершено строительство всей необходимой инфраструктуры для трансляции эфирного телевидения в цифровом формате во всех регионах России и торжественно открыта последняя башня, получившая название «У́ра».
ФЦП считается крупнейшей программой развития цифрового телевидения в мире.
В 2012 году распоряжением Правительства РФ № 287-р от 3 марта 2012 года в России единым стандартом цифрового эфирного телевидения был признан стандарт DVB-T2. Перевод действующей с 2010 года сети цифрового эфирного телевидения стандарта DVB-T на стандарт DVB-T2 завершен 15 января 2015 года по всей России. Трансляцию в стандарте DVB-T2 в России ведет только РТРС.
РТРС — единственный эфирный оператор первого, второго и последующих мультиплексов цифрового эфирного телевидения в России. В цифровом эфирном телевидении первый и второй мультиплексы называются РТРС-1 и РТРС-2. Передача сигнала ведется, как правило, на частотах в UHF (Ultra high frequency) диапазоне.
Первый и второй мультиплексы в цифровом эфирном телевидении бесплатны для зрителей, не закодированы и открыты (FTA) для приёма без применения системы условного доступа по всей России.
В 2013 году РТРС начал в России трансляцию второго мультиплекса.
До 2019 года во время переходного периода РТРС вёл параллельную цифровую и аналоговую трансляцию обязательных общедоступных телеканалов, пока вещатели были готовы оплачивать вещание в обоих форматах.
В 2019 году вещание федеральных каналов в аналоговом формате прекратилось. РТРС продолжил транслировать в аналоговом формате только региональные и муниципальные телеканалы, не попавшие в «цифровую двадцатку». Регионы перешли на цифровое телевещание без проблем благодаря работе горячей линии и волонтеров. Помощь зрителям оказывали 70 тысяч волонтёров, 30 тысяч социальных муниципальных работников и 50 тысяч работников «Почты России».
К августу 2024 года охват цифровой телесети РТРС увеличился до 98,6% жителей России.
Региональное цифровое вещание
В 2017 году РТРС в тесном взаимодействии с ВГТРК организовал региональное цифровое эфирное телерадиовещание и повсеместно начал трансляцию региональных программ в составе первого мультиплекса. Региональные программы доступны на телеканалах НТВ, «Россия», «Россия-24» и радиостанции «Радио России», «Маяк», «Вести FM».
Обеспечение населения Российской Федерации региональным цифровым эфирным телерадиовещанием было главной задачей федеральной целевой программы «Развитие телерадиовещания в Российской Федерации на 2009—2018 годы». Для достижения этой цели РТРС создал центр формирования мультиплексов в каждом регионе, разработал и запатентовал оригинальную технологию распределенной модификации программ.
С ноября 2019 года программы обязательных общедоступных региональных каналов выходят в цифровом формате также на ОТР в составе первого мультиплекса. Местные новости и передачи транслируются до пяти часов в день: три часа утром и два — вечером.

#### Сервисные услуги цифрового телевидения
РТРС через цифровое эфирное телевидение DVB-T2 предоставляет бесплатные сервисные услуги: телевидение стандартной чёткости SDTV, цифровое радио, стереозвук, субтитры, телетекст, телегид, синхронизацию времени и даты с данными цифровой трансляции, интерактивное гибридное телевидение в стандарте HbbTV.
Планируемые сервисные услуги
РТРС планирует в будущем предоставлять через цифровое эфирное телевидение DVB-T2 сервисные услуги: телевидение высокой чёткости HDTV, телевидение сверхвысокой чёткости UHDTV, звук Dolby Digital, мультизвук (выбор языка трансляции), аудиодескрипция, систему оповещения, доступ к порталу государственных услуг («Электронное правительство»).

### Радиовещание

#### Аналоговое радиовещание
РТРС ведёт аналоговое эфирное радиовещание в двух диапазонах ультракоротких волн (УКВ) с частотной модуляцией (ЧМ): 65,90-74,00 МГц (УКВ OIRT) и 87,5-108,0 МГц (УКВ CCIR, FM).

#### Цифровое радиовещание
РТРС транслирует общероссийские радиостанции «Радио России», «Маяк» и «Вести FM» в цифровом качестве в составе первого мультиплекса РТРС-1. В 2010-е годы РТРС протестировал стандарты цифрового радиовещания при содействии Минцифры России, в том числе стандарт DRM.
В 2018 году за внедрение этой технологии РТРС получил премию Зворыкина в номинации «За создание и/или усовершенствование оборудования/технологии в области телерадиопроизводства».

## Список филиалов РТРС
В списке филиалов РТРС входят радиотелецентры регионов России:
- Алтайский краевой радиотелевизионный передающий центр (г. Барнаул)
- Амурский областной радиотелевизионный передающий центр (г. Благовещенск)
- Архангельский областной радиотелевизионный передающий центр
- Астраханский областной радиотелевизионный передающий центр
- Белгородский областной радиотелевизионный передающий центр
- Брянский областной радиотелевизионный передающий центр
- Владимирский областной радиотелевизионный передающий центр
- Волгоградский областной радиотелевизионный передающий центр
- Вологодский областной радиотелевизионный передающий центр
- Воронежский областной радиотелевизионный передающий центр
- Дальневосточный региональный центр (г. Хабаровск)
- Забайкальский краевой радиотелевизионный передающий центр
- Ивановский областной радиотелевизионный передающий центр
- Иркутский областной радиотелевизионный передающий центр
- Кабардино-Балкарский радиотелецентр
- Калининградский областной радиотелевизионный передающий центр
- Калужский областной радиотелевизионный передающий центр
- Камчатский краевой радиотелевизионный передающий центр
- Кемеровский областной радиотелевизионный передающий центр
- Кировский областной радиотелевизионный передающий центр
- Костромской областной радиотелевизионный передающий центр
- Краснодарский краевой радиотелевизионный передающий центр
- Красноярский краевой радиотелевизионный передающий центр
- Курганский областной радиотелевизионный передающий центр
- Курский областной радиотелевизионный передающий центр
- Липецкий областной радиотелевизионный передающий центр
- Магаданский областной радиотелевизионный передающий центр[62]
- Московский региональный центр
- Мурманский областной радиотелевизионный передающий центр
- Нижегородский областной радиотелевизионный передающий центр
- Новгородский областной радиотелевизионный передающий центр
- Омский областной радиотелевизионный передающий центр
- Оренбургский областной радиотелевизионный передающий центр
- Орловский областной радиотелевизионный передающий центр
- Пензенский областной радиотелевизионный передающий центр
- Пермский краевой радиотелевизионный передающий центр
- Приморский краевой радиотелевизионный передающий центр
- Псковский областной радиотелевизионный передающий центр
- Ростовский областной радиотелевизионный передающий центр
- Радиотелевизионный передающий центр Еврейской автономной области
- Радиотелевизионный передающий центр Карачаево-Черкесской Республики
- Радиотелевизионный передающий центр Республики Адыгея
- Радиотелевизионный передающий центр Республики Алтай
- Радиотелевизионный передающий центр Республики Башкортостан
- Радиотелевизионный передающий центр Республики Бурятия
- Радиотелевизионный передающий центр Республики Дагестан
- Радиотелевизионный передающий центр Республики Ингушетия
- Радиотелевизионный передающий центр Республики Калмыкия
- Радиотелевизионный передающий центр Республики Карелия
- Радиотелевизионный передающий центр Республики Коми
- Радиотелевизионный передающий центр Республики Крым
- Радиотелевизионный передающий центр Республики Марий Эл
- Радиотелевизионный передающий центр Республики Мордовия
- Радиотелевизионный передающий центр Республики Саха (Якутия)
- Радиотелевизионный передающий центр Республики Татарстан
- Радиотелевизионный передающий центр Республики Тыва
- Радиотелевизионный передающий центр Республики Хакасия
- Радиотелевизионный передающий центр Республики Северная Осетия-Алания
- Радиотелевизионный передающий центр Чеченской Республики
- Радиотелевизионный передающий центр Чувашской Республики
- Рязанский областной радиотелевизионный передающий центр
- Самарский областной радиотелевизионный передающий центр
- Санкт-Петербургский региональный центр
- Саратовский областной радиотелевизионный передающий центр
- Сахалинский областной радиотелевизионный передающий центр
- Свердловский областной радиотелевизионный передающий центр
- Сибирский региональный центр РТРС (Новосибирск)
- Смоленский областной радиотелевизионный передающий центр
- Ставропольский краевой радиотелевизионный передающий центр
- Тамбовский областной радиотелевизионный передающий центр
- Тверской областной радиотелевизионный передающий центр
- Томский областной радиотелевизионный передающий центр
- Тульский областной радиотелевизионный передающий центр
- Удмуртский республиканский радиотелевизионный передающий центр
- Ульяновский областной радиотелевизионный передающий центр
- Урало-Сибирский региональный центр РТРС
- Челябинский областной радиотелевизионный передающий центр
- Ярославский областной радиотелевизионный передающий центр

### Московский филиал РТРС
«Московский региональный центр» («МРЦ») — московский филиал ФГУП РТРС, с 1 апреля 2002 года обеспечивающий эфирное телерадиовещание в Москве и Московской области. Включает в себя 28 объектов цифрового эфирного телерадиовещания:
- Останкинская телебашня
- Бутово
- Рогово (Троицкий административный округ г. Москвы)
- Алфимово (Ступинский р-н)
- Богатищево (Воскресенский р-н)
- Давыдовское (Истринский р-н)
- Жилые Горы (Шаховской р-н)
- Зарайск (Зарайский р-н)
- Клин (Клинский р-н)
- Кузьминки (Егорьевский р-н)
- Ликино-Дулёво (Орехово-Зуевский р-н)
- Мокрое (Можайский р-н)
- Морево (Рузский р-н)
- Мочилы (Серебряно-Прудский р-н)
- Мишутино (Сергиево-Посадский р-н)
- Новоселки (Дмитровский р-н)
- Озёры (Озерский р-н)
- Отяково (Можайский р-н)
- Петровское (Щелковский р-н)
- Подчерково (Дмитровский р-н)
- Пожитково (Наро-Фоминский р-н)
- Северный (Талдомский р-н)
- Серпухов (Серпуховской р-н)
- Солнечногорск (Солнечногорский р-н)
- Ступино (Ступинский р-н)
- Чехов (Чеховский р-н)
- Шатура (Шатуйский р-н)
- Шишкино (Волоколамский р-н)

5 радиоцентров:
- Радиоцентр № 1, Пушкинский р-н, пос. Лесной
- Радиоцентр № 3, Талдомский р-н, пос. Северный
- Радиоцентр № 6, Подольский р-н, пос. Романцево
- Радиоцентр № 7, Орехово-Зуевский р-н, пос. Авсюнино
- Радиоцентр № 9, Ногинский р-н, г. Электроугли, мкр. Светлый

и Радиобашню Шухова (для вещания не используется).

## Награды
- Благодарность Президента Российской Федерации (20 сентября 2011 года) — за большой вклад в развитие отечественного телерадиовещания и достигнутые трудовые успехи[64].
- Благодарность Президента Российской Федерации (24 октября 2017 года) — за большой вклад в развитие отечественного телевидения и радиовещания, многолетнюю плодотворную работу[65].